# 위수좡역
위수좡역(중국어: 榆树庄站)은 중화인민공화국 베이징시 펑타이구 칸단 가도(看丹街道)의 칸단로(看丹路)와 훙타이로(洪泰路) 교차로 동쪽에 위치한 베이징 지하철 16호선의 지하철역으로, 2022년 12월 31일에 개통하였다. 이 역은 2022년 12월 31일부터 2023년 12월 29일까지 16호선의 남쪽 임시 종착역이었으며, 이후 16호선 나머지 잔여 구간이 개통되면서 중간역이 되었다.

## 위치
이 역은 베이징 남서쪽에 위치하고 있으며 칸단로(看丹路)와 훙타이로(洪泰路) 교차로의 동측에 위치한다.

## 역 구조
이 역은 총 길이 257.5m, 폭 65m로, 역의 총 건축 면적은 24,173㎡이며 베이징에서 가장 넓은 지하철 역이다. 2면 2선 상대식 승강장의 구조로 설계되었고, 열차 회선을 위해 승강장 북쪽 끝에 유치선이 있다.

### 층별 구조
| 지면층   | 출입구                              | A-D출입구                          |
| 이중층   | 이동 통로                           |                                    |
| 지하 1층 | 대합실                              | 고객센터, 자동 발권기, 출입 게이트 |
| 지하 1층 | 상대식 승강장, 오른쪽 출입문이 열림 |                                    |
| 지하 1층 | ←                                   | ■ 16호선 베이안허 방면 (칸단)      |
| 지하 1층 | →                                   | ■ 16호선 완핑청 방면 (훙타이좡)    |
| 지하 1층 | 상대식 승강장, 오른쪽 출입문이 열림 |                                    |
| 지하 1층 | 대합실                              | 고객센터, 자동 발권기, 출입 게이트 |
| 지하 2층 | 이동 통로                           |                                    |

## 출구
|                         |                  |                                                |      |             |
| 출구                    | 지시             | 출구 인근                                      | 사진 | 무장애 시설 |
| 出口 · A                | 칸단로(看丹路)   | 칸단로(看丹路) 남측                            |      | 빈칸        |
| 出口 · B                | 칸단로(看丹路)   | 칸단로(看丹路) 남측                            |      |             |
| 出口 · C                | 훙타이로(洪泰路) | 훙타이로(洪泰路) 동측, 위수좡 공원(榆树庄公园) |      | 빈칸        |
| 出口 · D                | 훙타이로(洪泰路) | 훙타이로(洪泰路) 동측                          |      |             |
| 아이콘 설명: 엘리베이터 |                  |                                                |      |             |